# درخت کانانگا
درخت کانانگا (نام علمی: Cananga odorata) نام یک گونه از تیره آنوناسه است که یک درخت گرمسیری است و منشأ آن در اندونزی، مالزی و فیلیپین می‌باشد.